# Dibrova, Kuibîșeve
Dibrova (în ucraineană Діброва) este un sat în comuna Zrazkove din raionul Kuibîșeve, regiunea Zaporijjea, Ucraina.

## Demografie
Componența lingvistică a localității Dibrova
     Ucraineană (90,55%)
     Rusă (9,45%)
Conform recensământului din 2001, majoritatea populației localității Dibrova era vorbitoare de ucraineană (90,55%), existând în minoritate și vorbitori de rusă (9,45%).